# Ametistsnyltrot
Ametistsnyltrot (Orobanche amethystea) är en art i familjen snyltrotsväxter.
Det är en växt som blommar med gulaktiga blommor med vissa inslag av violett. Den blommar från juli till augusti.
Amestistsnyltroten hör egentligen hemma i sydvästra Europa. Den har förvildats från planterade bestånd och förekommer numera sällsynt i södra Sverige, första dokumenterade förekomst är från 1939.